# Alì Terme
Alì Terme es una localidad italiana de la provincia de Mesina, región de Sicilia, con 2.567 habitantes.

Ubicación de la ciudad de Alì Terme dentro de la provincia de Mesina.

## Evolución demográfica
| Gráfica de evolución demográfica de Alì Terme entre 1861 y 2001 |
|                                                                 |
| Fuente ISTAT - Elaboración gráfica por parte de Wikipedia       |